# علی قائمی امیری
علی قائمی امیری (زاده ۱۳۱۶ امیرکلای بابل) نماینده سابق مردم بابلسر و بندپی استان مازندران در اولین دوره مجلس شورای اسلامی و مجلس خبرگان قانون اساسی بود.

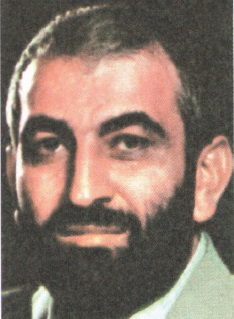

علی قائمی دارای مدرک دکتری در جامعه‌شناسی مذهبی، از دانشگاه سوربن است.او در اولین دوره مجلس خبرگان قانون اساسی و اولین دروه مجلس شورای اسلامی حضور داشت و بعد از پایان اولین دوره نماینده مجلس در شورای فرهنگ عمومی کل کشور عضو شد. از دیگر مسوولیت‌های او می‌توان به عضویت در شورای عالی جوانان و تدریس در دانشگاه‌های تهران و عضویت در هیئت علمی دانشگاه آزاد تهران مرکز اشاره کرد. او همچنین دارای مدال فرهنگ می‌باشد.
او برای کسب کرسی نمایندگی مجلس شورای اسلامی توانست از بین ۴۲٬۹۴۳ رای ۷۵٫۸۰درصد آراء را کسب کند.

## آثار و تالیفات
- کتاب حدود آزادی و تربیت - دارنده کتاب برگزیده سال ۱۳۸۱
- کتاب در مکتب فاطمه - دارنده کتاب برگزیده سال۱۳۸۳
- کتاب پرورش مذهبی و اخلاقی کودکان - نیمه شعبان ۱۳۶۳ شمسی
- خانواده و تربیت جنسی کودکان با بیش از۲۵ مرتبه تجدید چاپ و ۱۰۰ هزار نسخه